# Čermná (okres Domažlice)
Čermná (německy Tschirm) je obec v okrese Domažlice v Plzeňském kraji. Žije v ní 262 obyvatel.

## Historie
První písemná zmínka o obci pochází z roku 1233.

## Obyvatelstvo
| Rok            | 1869 | 1880 | 1890 | 1900 | 1910 | 1921 | 1930 | 1950 | 1961 | 1970 | 1980 | 1991 | 2001 | 2011 | 2021 |
| -------------- | ---- | ---- | ---- | ---- | ---- | ---- | ---- | ---- | ---- | ---- | ---- | ---- | ---- | ---- | ---- |
| Počet obyvatel | 432  | 445  | 429  | 508  | 639  | 671  | 613  | 429  | 421  | 379  | 311  | 259  | 220  | 220  | 239  |
| Počet domů     | 58   | 60   | 60   | 72   | 87   | 94   | 112  | 120  | 110  | 104  | 95   | 99   | 100  | 104  | 109  |

## Obecní správa
Mezi lety 1850–1980 byla Čermná obcí v okrese Horšovský Týn (v letech 1869–1910 Horšův Týn) (1850–1930), posléze v okrese Stod (1950) a později v okrese Domažlice. Od 1. července 1980 do 30. června 1990 patřila jako část obce k Srbicím a od 1. července 1990 je opět samostatnou obcí. V letech 1960–1980 k obci patřily Poděvousy.

### Obecní symboly
Znak a vlajka byly obci uděleny rozhodnutím předsedy Poslanecké sněmovny Parlamentu České republiky dne 19. ledna 2007.

## Pamětihodnosti
- Kaple
- Venkovské usedlosti čp. 10 a 34

## Osobnosti
- Slavoj Brichcín (* 1935), místní rodák, český psychiatr a sexuolog

## Galerie

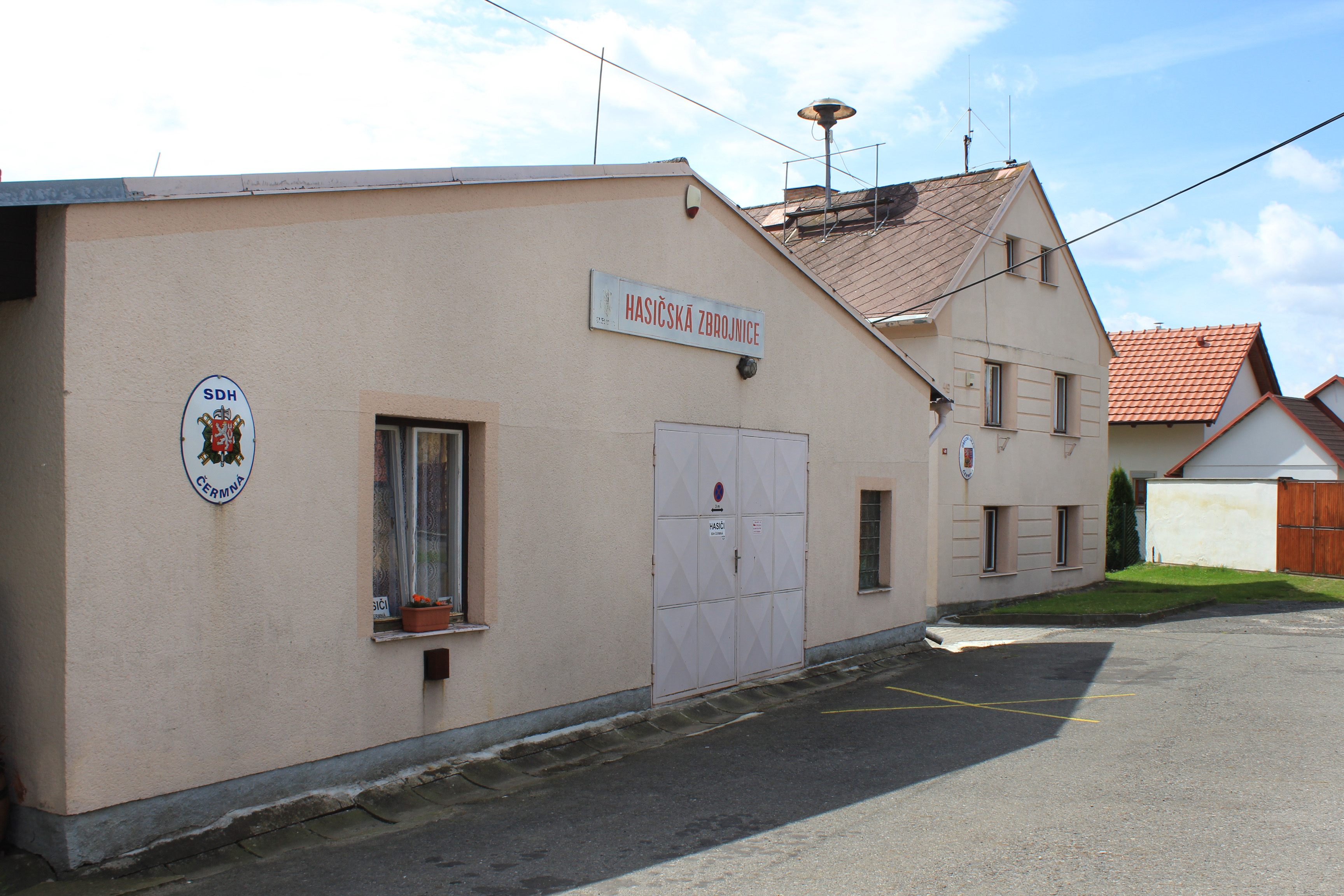
Požární zbrojnice a obecní úřad
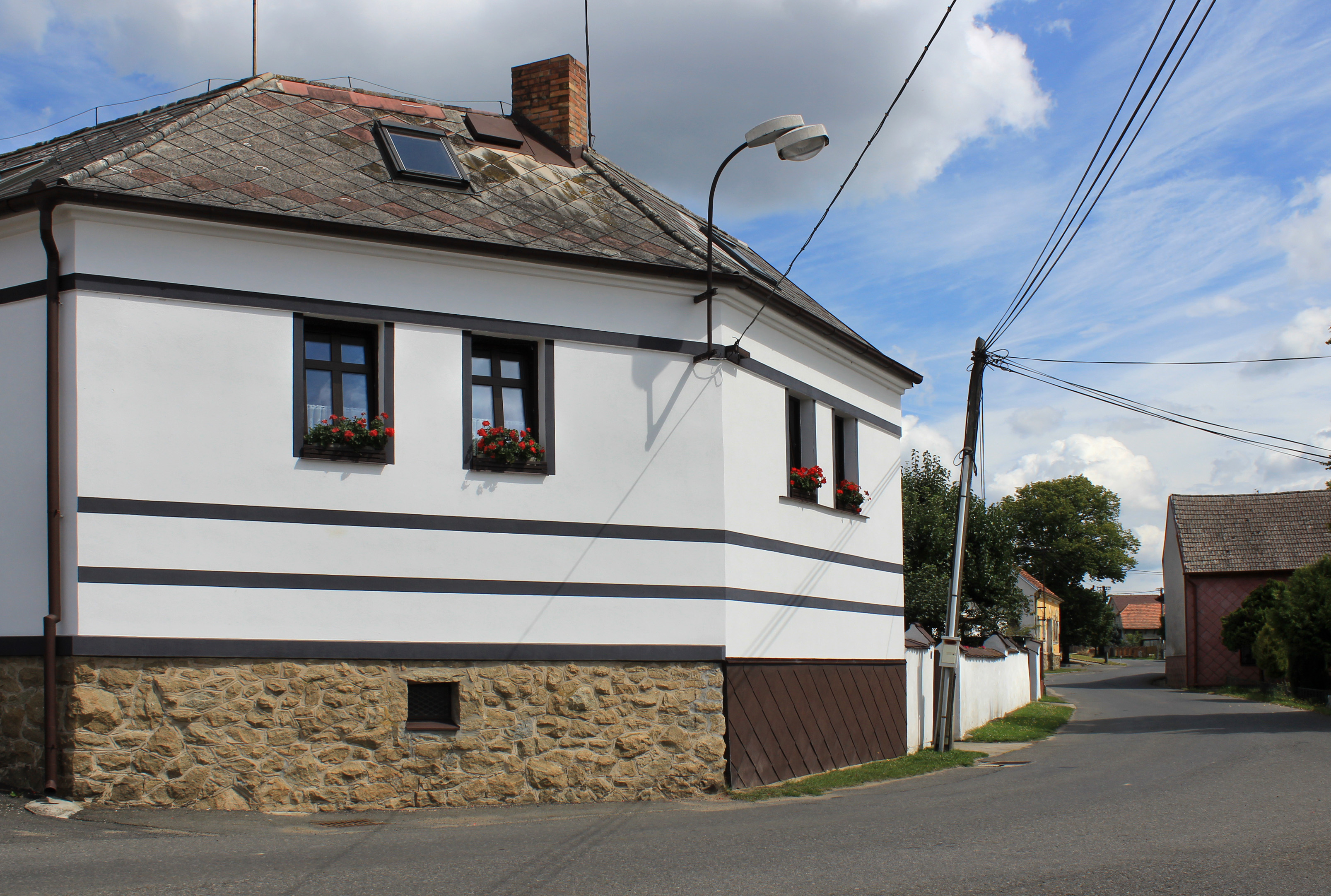
Rohový dům na návsi
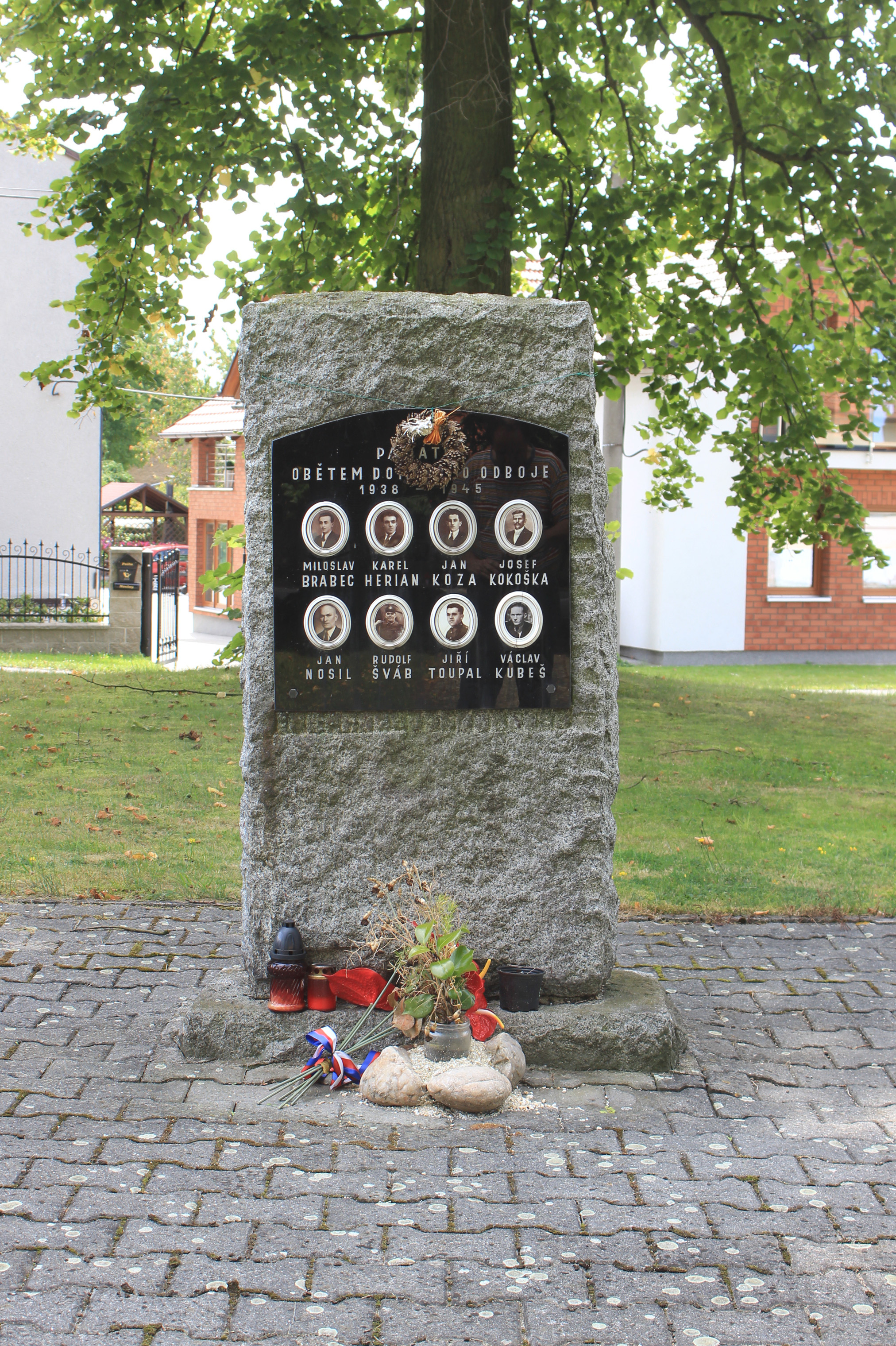
Památník obětem první světové války